# Zdravljica

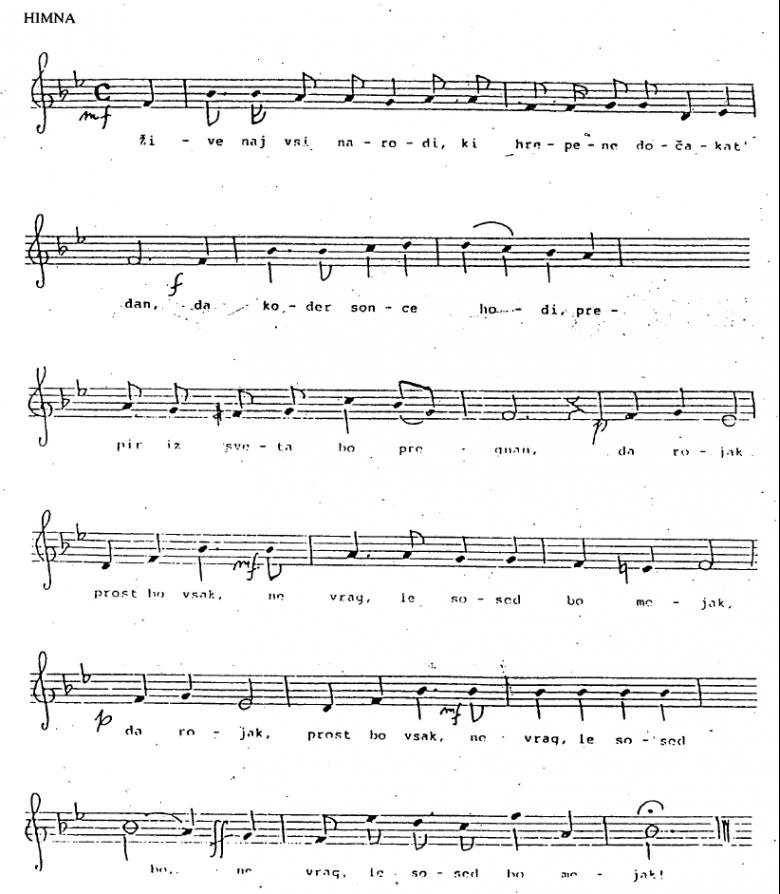
Zdravljica

Zdravljica (Nederlands: heildronk) is het gedicht van de Sloveense dichter France Prešeren waarop het huidige Sloveense volkslied is gebaseerd.
Het werd in 1844 geschreven. De publicatie werd aanvankelijk door de censuur verboden. Eerst na afschaffing van de censuur als gevolg van de revolutie in 1848 kon het gedicht verschijnen. Het werd de eerste keer gedrukt in het tijdschrift Novice op 26 april 1848 door Janez Bleiweis. Het gedicht propageert de gedachte van het Verenigde Slovenië (Zedinjena Slovenija), de vereniging van alle Slovenen onder eenzelfde bestuur, wat tijdens het revolutiejaar 1848 en daarna steeds opnieuw een belangrijke rol zou spelen. Op 24 september 1905 schreef Stanko Premrl (koor)muziek voor het gedicht. 
De tekst van "Zdravljica" heeft steeds inspiratie geboden aan de strijd voor nationale zelfbeschikking. Tijdens de Tweede Wereldoorlog werd het lied populair. Deze belangstelling voor het lied bleef bestaan in het naoorlogse Joegoslavië; het gold lange tijd als het officieuze volkslied van de Sloveense republiek. Op 27 september 1989 werd het zevende couplet bij wet tot nationaal volkslied uitgeroepen. 

## Tekst
Hieronder volgt de integrale Sloveense tekst en twee vrije vertalingen in het Duits en Engels:
| Spet trte so rodile             | Die Rebe hat nun wieder                 | The vintage, friends, is over,            |
| prijat'li vince nam sladkó,     | den süßen Labetrunk beschert,           | And here sweet wine makes, once again,    |
| ki nam oživlja žile,            | der uns're Pulse hebet                  | Sad eyes and hearts recover               |
| srce razjásni in oko,           | der Herzen uns und Augen klärt;         | Puts fire into every vein.                |
| ki utopi                        | der ertränkt,                           | Drowns dull care                          |
| vse skrbi,                      | was da kränkt,                          | Everywhere                                |
| v potrtih prsih up budi!        | der Hoffnung in die Brust uns senkt.    | And summons hope out of despair.          |
|                                 |                                         |                                           |
| Komú narpred veselo             | Wem sei der erste, frohe                | To whom with acclamation                  |
| zdravljico, bratje! čmo zapét'! | Toast, ihr Freunde! wohl gebracht?      | And song shall we our first toast give?   |
| Bog našo nam deželo,            | Der Heimat, der geliebten,              | God save our land and nation              |
| Bog živi ves slovenski svet,    | sie wahre Gottes heil'ge Macht;         | And all Slovenes where'er they live,      |
| brate vse,                      | Brüder ihr,                             | Who own the same                          |
| kar nas je                      | euch dann hier,                         | Blood and name,                           |
| sinov sloveče matere!           | Slovenensöhnen für und für!             | And who one glorious Mother claim.        |
|                                 |                                         |                                           |
| V sovražnike 'z oblakov         | Es mögen Blitze treffen                 | Let thunder out of heaven                 |
| rodú naj naš'ga treši gróm      | den Feind aus hoher Wolkenbahn,         | Strike down and smite our wanton foe!     |
| prost, ko je bil očakov,        | denn frei, wie es gewesen,              | Now, as it once had thriven,              |
| najprej naj bo Slovencov dom;   | sei unser Vaterland fortan;             | May our dear realm in freedom grow.       |
| naj zdrobé                      | und zersprengt                          | May fall the last                         |
| njih roké                       | und verdrängt                           | Chains of the past                        |
| si spone, ki jih še težé!       | die Fessel, die es jetzt noch zwängt.   | Which bind us still and hold us fast!     |
|                                 |                                         |                                           |
| Edinost, sreča, sprava          | Versöhnung, Glück und Eintracht         | Let peace, glad conciliation,             |
| k nam naj nazaj se vrnejo;      | kommt, wendet euch zu uns aufs neu',    | Come back to us throughout the land!      |
| otrók, kar ima Slava,           | Kinder, ihr des Ruhms, alle,            | Towards their destination                 |
| vsi naj si v róke sežejo        | o reicht die Hände euch getreu;         | Let Slavs henceforth go hand-in-hand!     |
| de oblast                       | dass die Macht                          | Thus again                                |
| in z njo čast,                  | neu erwacht,                            | Will honour reign                         |
| ko préd, spet naša boste last!  | mit ihr die Ehr' wie eh' uns lacht.     | To justice pledged in our domain.         |
|                                 |                                         |                                           |
| Bog žívi vas Slovenke           | Erhalt' euch Gott, ihr edlen            | To you, our pride past measure,           |
| prelepe, žlahtne rožice;        | Slovenenrosen, schön und fein;          | Our girls! Your beauty, charm and grace!  |
| ni take je mladenke,            | nicht gibt es euresgleichen,            | There surely is no treasure               |
| ko naše je krvi dekle;          | ihr wunderholden Mägdelein!             | To equal maidens of such race.            |
| naj sinóv                       | Söhne kühn                              | Sons you'll bear,                         |
| zarod nov                       | mögt ihr zieh'n                         | Who will dare                             |
| iz vas bo strah sovražnikov!    | dem Feind zum Schreck, euch zum Gewinn. | Defy our foe no matter where.             |
|                                 |                                         |                                           |
| Mladenči, zdaj se pije          | Ein Hoch euch jungen Männern,           | Our hope now, our to-morrow -             |
| zdravljica vaše, vi naš up;     | ihr uns're Hoffnung, uns're Lust;       | The youths - we toast and toast with joy. |
| ljubezni domačije               | kein Gift soll je ertödten              | No poisonous blight or sorrow             |
| noben naj vam ne usmŕti strup;  | die Heimatslieb' in eurer Brust.        | Your love of homeland shall destroy.      |
| ker zdaj vas                    | seid bereit,                            | With us indeed                            |
| kakor nas,                      | wo ihr seid,                            | You're called to heed                     |
| jo sŕčno bránit kliče čas!      | das Land zu schützen ruft die Zeit!     | Its summons in this hour of need.         |
|                                 |                                         |                                           |
| Živé naj vsi naródi             | Ein Lebehoch den Völkern,               | God's blessing on all nations,            |
| ki hrepené dočakat' dan,        | die sehnend nach dem Tage schau'n,      | Who long and work for that bright day,    |
| ko, koder sonce hodi,           | an welchem aus dem Weltall              | When o'er earth's habitations             |
| prepir iz svéta bo pregnan,     | verjaget wird der Zwietracht Grau'n;    | No war, no strife shall hold its sway;    |
| da rojak                        | wo dem Freund                           | Who long to see                           |
| prost bo vsak,                  | Freiheit scheint                        | That all men free                         |
| ne vrag, le sosed bo mejak!     | Freiheit scheint                        | No more shall foes, but neighbours be!    |
|                                 |                                         |                                           |
| Nazadnje še, prijatlji,         | Zuletzt noch laßt uns trinken           | At last to our reunion -                  |
| kozarce zase vzdignimo,         | auf unser Wohl die flüss'ge Glut,       | To us the toast! Let it resound,          |
| ki smo zato se zbratli,         | auf uns, die wir verbrüdert,            | Since in this gay communion               |
| ker dobro v srcu mislimo;       | weil wir im Herzen treu und gut;        | By thoughts of brotherhood we're bound    |
| dókaj dni                       | viele Jahr',                            | May joyful cheer                          |
| naj živí                        | sonnenklar                              | Ne'er disappear                           |
| vsak, kar nas dobrih je ljudi!  | jedwedem Guten uns'rer Schar            | From all good hearts now gathered here.   |

Partizanenziekenhuis Franja (Cerkno) ·
Kerk van de Heilige Geest op de Javorca (Tolmin) ·
Zdravljica ·
Wandelpad Cisterscapes: Klooster Kostanjevica (Kostanjevica na Krki) / Klooster Stična (Ivančna Gorica)